# Ralf David

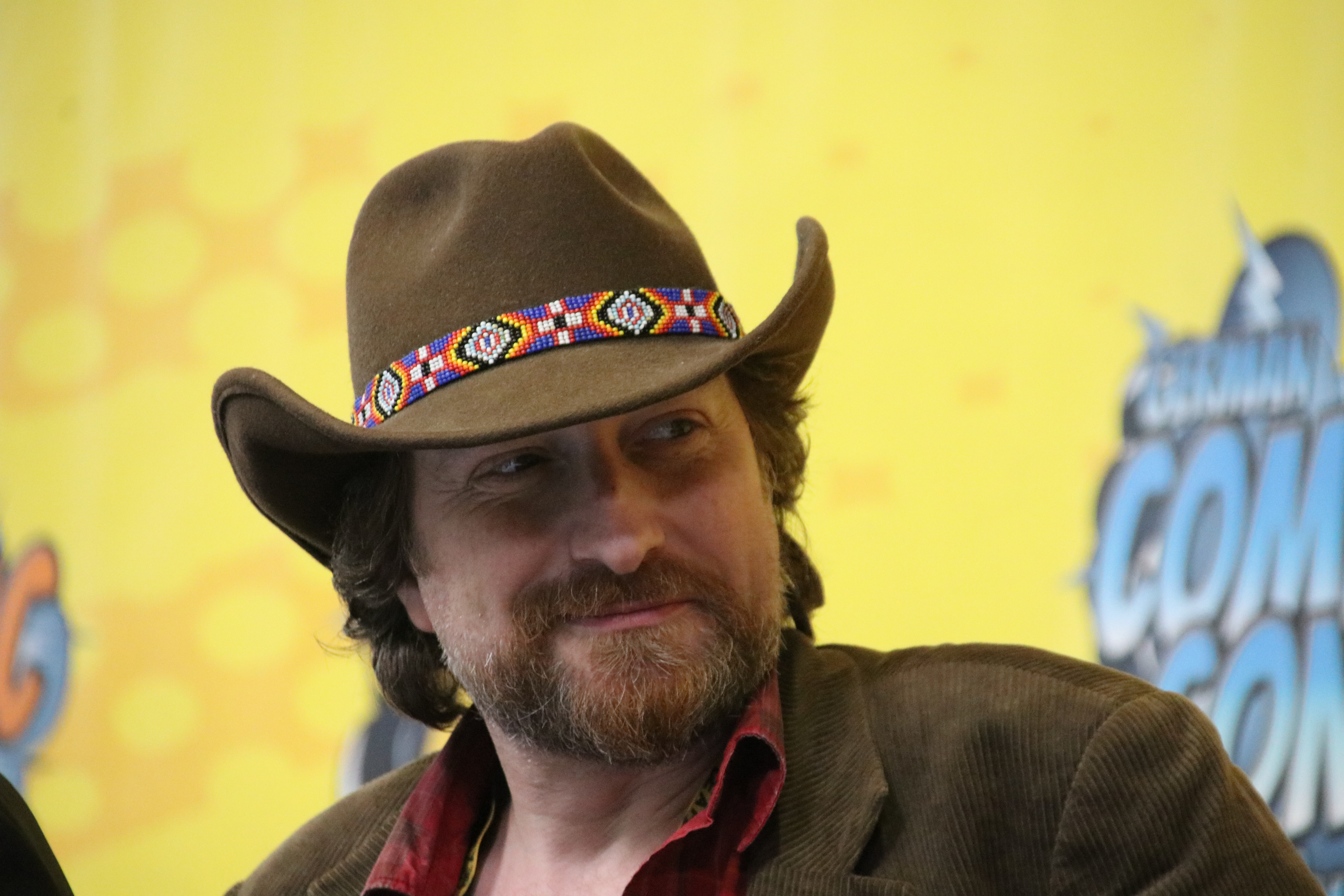
Ralf David auf der German Comic Con Berlin 2019

Ralf David (* 19. August 1974 in Rüdersdorf bei Berlin) ist ein deutscher Schauspieler und Synchronsprecher.

## Leben
Ralf David wirkte in einigen kleinen Rollen in Kurzfilmen und Werbespots mit. Neben Theater und Musicals in Deutschland und der Schweiz spricht er Hörbücher, Hörspiele und Synchron. Für Fernseh- und Kinoproduktionen steht er zudem selbst vor der Kamera.

## Synchronrollen (Auswahl)
- 2013: Pablo Molinari (als Alfredo) in Violetta (Fernsehserie, 2 Folgen)
- 2014: Hideyuki Hori (als Pinguinkaiser) in Daimidaler: Prince vs. Penguin Empire
- 2014: Nonso Anozie (als Knuckles) in Rettet Weihnachten!
- 2014: Tobias Menzies (als Lewis) in Black Sea
- 2015: Daryl Edwards (als Detective Hoffman (2. Stimme)) in Marvel’s Daredevil (Fernsehserie, 3 Folgen)
- 2015: Michael Villar (als Leo) in Visions
- 2015: Jordan Peele (als Alan) in Wet Hot American Summer: First Day of Camp (Miniserie, 3 Folgen)
- 2015, 2019: Mike Colter (als Luke Cage) in Marvel’s Jessica Jones (Fernsehserie)
- 2015: Demetrius Grosse (als Rock) in Straight Outta Compton
- 2015: J. Teddy Garces (als Red Hawk) in Powers (Fernsehserie)
- 2015: Tyson Wood (als Weston) in The Revenant – Der Rückkehrer
- 2016: Didier Lucien (als Joseph Chukwu) in The Art of More – Tödliche Gier (Fernsehserie, 7 Folgen)
- 2016: J. B. Blanc (als Bashkim) in War Dogs
- 2016: Marcuis Harris (als Officer Willows) in Vice Principals (Fernsehserie, 7 Folgen)
- 2016–2018: Mike Colter (als Luke Cage) in Marvel’s Luke Cage (Fernsehserie)
- 2016: Josh Ostrovsky (als Dirtbeard) in Nerve
- 2016: Chris Sullivan (als Dr. Darren Finch) in Das Morgan Projekt
- 2016: Lavell Crawford (als Bewährungshelfer) in Meet the Blacks
- 2016: Leon Annor (als Keon) in Level Up
- 2016: Chiké Okonkwo (als Will) in The Birth of a Nation – Aufstand zur Freiheit
- 2016: Denis Ménochet (als McGown) in Assassin’s Creed
- 2017: Manuel Boerr (als Ricardo Malaspina) in 11 (Fernsehserie, 3 Folgen)
- 2017: Steven Williams (als Frank Hollingsworth) in One Mississippi (Fernsehserie, 2 Folgen)
- 2017: Mike Colter (als Luke Cage) in Marvel’s The Defenders (Fernsehserie)
- 2017–2019: Anwan Glover (als Leon) in The Deuce (Fernsehserie)
- 2017: Daniel Stewart Sherman (als Shmitty) in Patti Cake$ – Queen of Rap
- 2017: Luka Peroš (als Santini) in Papillon
- 2017: Ricardo Pitts-Wiley (als Spencer) in Detroit
- 2017: Joel Marsh Garland (als Big Ed) in The Book of Henry
- 2017: Uli Latukefu (als Cole) in Alien: Covenant
- 2018: Happy Anderson (als River Man) in Bird Box – Schließe deine Augen
- 2018–2019: LaMonica Garrett (als Mar Novu / The Monitor) in The Flash (Fernsehserie)
- 2018–2019: LaMonica Garrett (als Mar Novu / The Monitor) in Supergirl (Fernsehserie)
- 2019: Ólafur Darri Ólafsson (als Ariel Helgason) in The Widow
- 2019: Takaya Kuroda (als Arcadios) in Fairy Tail (Fernsehserie, 8 Folgen, Synchro 2017–2019)
- 2021: Mike Colter (als Verbrecherboss Price) in South of Heaven
- 2022: Chema del Barco (als Juan Carlos) in Piggy
- 2022: Sean Cronin (als Rochefort) in The Fourth Musketeer
- 2022: Younes Benzakour (als Moh) in Female Assassin – Rache ist süß
- 2023: Hideaki Tezuka (als Ketil) in Vinland Saga

## Als Schauspieler (Fernsehen und Kino)
- 1999: Nächste Woche gibt´s Geld (Spielfilm)
- 2000: Vivi Kiss (Kurzfilm)
- 2011: Hotelzimmer (Kurzfilm)
- 2011: Casablanca in Gefahr (Kurzfilm)
- 2011: Rapeman-Begierde Angst (Kurzfilm)
- 2011: Wechselspiel (Spielfilm)
- 2012: The man in the case (Kurzfilm)
- 2012: O (Kurzfilm)
- 2013: Gute Zeiten, schlechte Zeiten (Fernsehserie)
- 2013: 99 ml (Kurzfilm)
- 2014: Der Handschlag (Kurzspielfilm)
- 2014: Geschichte Mitteldeutschlands – Gustav Adolf II (Dokureihe)
- 2015: 23 Morde (Fernsehserie)
- 2015: Berlin Dungeon – Lost Christmas (Imagefilm; Idee, Buch & Regie)
- 2015: Barmenia – Schlachtplan (Werbefilm)
- 2015: Terra X – Ludwig XIV (Dokureihe)
- 2016: Leifheit – Linoprotect, Schützt vor Regen (Werbefilm)
- 2016: Schwäbisch Hall – Zahn & Bausparen für junge Leute (2 Spots, Werbefilm)
- 2016: Tchibo Nonfood – Maritime Momente & Warm Up For Winter / Running (mehrere Spots)
- 2017: Dengler – Fremde Wasser (Fernsehreihe)
- 2017: Praxis mit Meerblick – Der Prozess (Fernsehreihe)
- 2017: Mytoys – „Vatertag“, „Zwillinge“ (Werbefilm)
- 2017: Schicksale – und plötzlich ist alles anders
- 2018: Der Bulle und das Biest (Fernsehserie)
- 2018: Strato – Keine Rocket Science (Werbefilm)
- 2018: S-Bahn Berlin – Wir sitzen alle im gleichen Zug (6 Webfilme)
- 2018: ARAG Verkehrsrechtsschutz Sofort – Hornochse (Werbefilm)
- 2019/2020: SOKO Wismar (Fernsehserie, Folge: „Die Schildkröte“)
- 2019: Billa – Familien G’schichten (2 Spots, Werbefilm)
- 2020: LIDL Esports, (Online-Werbespot)
- 2020: Gute Zeiten schlechte Zeiten (Fernsehserie)
- 2021: Alles was zählt (Fernsehserie, 4 Folgen)
- 2022: Life and death of god (Kurzfilm) Rolle: Philosophieprofessor
- 2022: Nach aller Schuld (Kurzfilm)
- 2022–2023: Berliner S-Bahn „Peter von Fausts Großstadtdschungel“, 6 Online Spots, Hauptrolle
- 2023: Das Küstenrevier (Fernsehserie)
- 2023: Gute Zeiten, schlechte Zeiten (Fernsehserie, Doppelfolge)
- 2024: Ein starkes Team: Und vergib ihnen ihre Schuld

## Theater
- 2024 „TITANIC – Das Musical“ (Rolle: Kapitän Edward J.Smith, Regie: Michael Schaumann) Kolping Musiktheater Schwäbisch Gmünd
- 2023 „Passionsspiele Schwäbisch Gmünd 2023“ (Rolle: Pontius Pilatus, Regie: Matthias Ihden) Schönblick Gästezentrum Schwäbisch Gmünd
- 2023 „Der Pavillon“ (Rolle: Harlow, Regie: Oliver Koch) Coupé-Theater Berlin
- 2023 „Blutiger Honig“ (Rolle: Otto, Regie: Oliver Koch), Theater – O – TonArt Berlin
- 2023 „CABARET“ (Rolle: Max, Regie: Thimo Pommerening) Bar Jeder

Vernunft/Tipi am Kanzleramt
- 2022 „CABARET“ (Rolle: Max, Regie: Thimo Pommerening) Bar Jeder Vernunft/Tipi am Kanzleramt
- 2022 „Der Pavillon“ (Rolle: Harlow, Regie: Oliver Koch) Coupé-Theater Berlin
- 2019 „Blutiger Honig“ (Rolle: Otto, Regie: Oliver Koch), Theater – O – TonArt Berlin
- 2019 „Mache mögens heiß – Sugar das Musical“ (Rolle: Sir Osgood Fielding, Regie: Michael Schaumann), Kolping Musiktheater Schwäbisch Gmünd
- 2017 „Höllenfeuer – Luther, der Rebell“ (Rolle: Papst Leo X, Regie: Matthias Ihden), Schönblick Gästezentrum Schwäbisch Gmünd
- 2015 „Das Grab des weissen Mannes“ (Musical) (Rolle: Missionar Jacobus, Regie: Kaspar Hort), Oekolampad, Basel (Schweiz)
- seit 2013 Ensemble-Mitglied des Berlin Dungeon (Regie: Kieron Smith), Berlin Dungeon, interaktives Historien-Theater
- 2012–2014 „Der kleine Wassermann“ (Rolle: Papa Wassermann, Regie Kay Dietrich), Astrid-Lindgren-Bühne Berlin
- 2008–2011 eine Auswahl: „Gespenster“ (Rolle: Pastor Manders, Regie: S.Stamel), Tournee Theater Rheinische Theatergruppe Hitzefeld
- 2008–2011 eine Auswahl: „Der Hauptmann von Köpenick“ (Rolle: Bürgerm. Obermüller, Regie: O.Polok), Tournee Theater Rheinische Theatergruppe Hitzefeld
- 2008–2011 eine Auswahl: „Der zerbrochene Krug“ (Rolle: Adam, Regie: S.Stamel / S.Polok), Tournee Theater Rheinische Theatergruppe Hitzefeld
- 1998 „Cyrano de Bergerac“ (Rolle: Cyrano, Regie: A. Fannerman), School Of Stageacting NJ/USA & Central Park Inc. C
- 1997 „Der Eingebildete Kranke“(The Imaginary Invalid) (Rolle: Argan, Regie: A.Fannerman), School Of Stageacting NJ/USA Central Park Inc. C